# Parafia św. Marii Magdaleny w Karłowicach Wielkich
Parafia świętej Marii Magdaleny w Karłowicach Wielkich – parafia rzymskokatolicka, znajdująca się w diecezji opolskiej, w dekanacie Otmuchów.